# ستان كامبل
ستان كامبل (بالإنجليزية: Stan Campbell)‏ هو لاعب كرة قدم أمريكية أمريكي، ولد في 26 أغسطس 1930، وتوفي في 14 مارس 2005.

## وصلات خارجية
- ستان كامبل على موقع مرجع كرة القدم المحترفة.كوم (الإنجليزية)